# Trappist-1g
Trappist-1g (eller 2MASS J23062928-0502285 g) är en exoplanet som befinner sig 39 ljusår från jorden i stjärnbilden Vattumannen. Den kretsar runt den röda dvärgen Trappist-1 i på 12,4 dygn. Planeten är den sjätte planeten från Trappist-1 och är som tre av de andra planeterna runt samma stjärna i beboeliga zonen.

## Planeten
Trappist-1g har mellan 1 och 2 jordmassor, och den har är 1,13 gånger så stor som jorden. Planeten är i ytterkanten av beboeliga zonen av Trappist-1, där vatten kan vara flytande. Den har en enkel temperatur på 198 Kelvin (-74.5 Celsius). 

## Stjärna
Trappist-1 är en röd dvärg som har 0,08 solmassor, och har en radie på 0,11 solradier. Den är minst 500 miljoner år gammal. Temperaturen på Trappist-1 är ungefär 2550 Kelvin och den har en skenbar magnitud på 18,8, vilket gör den för svag att se med blotta ögat. 

## Vatten
Under 2017 upptäckte Rymdteleskopet Hubble spår av vatten på några av Trappist-1 planeterna, inklusive Trappist-1g.